# 三文字駅
三文字駅（さんもじえき）は、かつて鹿児島県曽於郡大崎町仮宿に設置されていた、日本国有鉄道（国鉄）大隅線の駅（廃駅）である。大隅線の廃止に伴い、1987年（昭和62年）3月14日に廃駅となった。

## 歴史

### 年表
- 1937年（昭和12年）4月19日：古江東線の駅として開業[1]。
- 1938年（昭和13年）10月10日：路線名改称により古江線の駅となる。
- 1945年（昭和20年）6月10日：休止[1]。
- 1946年（昭和21年）12月10日：営業再開[1]。
- 1962年（昭和37年）4月1日：業務委託駅となる（日本交通観光社に委託）[2]。
- 1972年（昭和47年）9月9日：路線名改称により大隅線の駅となる。
- 1984年（昭和59年）2月1日：荷物扱い廃止[1]。業務委託解除、駅無人化[3]。
- 1987年（昭和62年）3月14日：大隅線の全線廃止に伴い、廃駅となる[1]。

### 備考
三文字地区はもともと一面の牟田地（泥湿地）であったが、1891年（明治24年）に福山 - 岩川 - 志布志 - 大崎 - 串良 - 鹿屋 - 垂水を結ぶ道路（国道220号の前身）が開通した:278-279。また1889年（明治22年）から1903年（明治36年）までかけて大崎 - 野方 - 百引 - 牛根を結ぶ道が開通した:283。この2つの道が交わるのが三文字交差点（三文字とは三叉路を意味する）で、1903年（明治36年）に牟田地を埋め立ててソバ屋が開業したのを皮切りに商業が発展していき、それまでの上町にかわって三文字が商業の中心になっていった:265-266:11。
古江線の建設時、三文字駅付近は泥湿地で20メートル掘っても地盤の底にたどり着かず、難工事であった:310:10。
現在、駅の名残はほとんど残っていないが、線路跡にかけられた近くの三文字大橋の欄干に蒸気機関車があしらわれている。

## 駅構造
単式ホーム1面1線を有する地上駅で、無人駅。出入り口を有する駅舎が妻面にあった。

## 駅周辺
- 持留川

## 隣の駅
日本国有鉄道
大隅線
大隅大崎駅 - 三文字駅 - 東串良駅